# Guincula lobata
Guincula lobata är en potatisväxtart som först beskrevs av Torrey, och fick sitt nu gällande namn av Rafinesque. Guincula lobata ingår i släktet Guincula och familjen potatisväxter. Inga underarter finns listade i Catalogue of Life.